# أوريست باناخ
أوريست باناخ (بالإنجليزية: Orest Banach)‏ هو لاعب كرة قدم أمريكي في مركز حراسة المرمى، ولد في 31 مارس 1948 في نوي ألم في ألمانيا. شارك مع منتخب الولايات المتحدة لكرة القدم. أما مع النوادي، فقد لعب مع سانت لويس ستارز.

## وصلات خارجية
- أوريست باناخ على موقع ناشيونال فوتبول تيمز (الإنجليزية)